# Erik O. Wennerström
Erik Olof Wennerström, född 25 augusti 1962 i Västanfors församling i Västmanlands län, är en svensk ämbetsman.

## Biografi
Wennerström är juris doktor och hans forskning är inriktad mot internationell rätt och EU-rätt, särskilt beträffande frågor om rättsstatsprincipens tillämpning.
Wennerström var ämnesråd vid Justitiedepartementet 2000–2007, först vid EU-enheten och sedan vid Enheten för polisfrågor samt allmän ordning och säkerhet. Han var därtill chefsjurist vid Folke Bernadotteakademin från 2004 till 2005 eller 2006. Åren 2007–2011 var han ämnesråd vid Enheten för folkrätt, mänskliga rättigheter och traktaträtt. Han har också arbetat vid Europeiska kommissionen.
Wennerström var 2012–2019 generaldirektör och myndighetschef för Brottsförebyggande rådet (Brå). Åren 2013–2015 var han dessutom regeringens särskilde utredare för informations- och cybersäkerhet. Han är också Sveriges ledamot i styrelsen för EU:s byrå för grundläggande rättigheter (Fundamental Rights Agency, FRA). I januari 2019 utsågs han till Sveriges domare i Europadomstolen i Strasbourg.
Wennerström invaldes 2017 som ledamot av Kungliga Krigsvetenskapsakademien.